# Deportes náuticos
Los deportes náuticos son aquellos deportes acuáticos que se realizan sobre el agua, dirigiendo una embarcación o un artefacto flotante.
Algunos de estos deportes son:
- Bodyboarding
- Bodysurfing
- Esquí acuático
- Kitesurf
- Motonáutica
- Piragüismo
- Balsismo o descenso de ríos
- Remo
- Surf
- Vela
- Wakeboard
- Windsurf